# Gunung Sigersang
Gunung Sigersang är ett berg i Indonesien.   Det ligger i provinsen Aceh, i den västra delen av landet, 1 500 km nordväst om huvudstaden Jakarta. Toppen på Gunung Sigersang är 742 meter över havet, eller 564 meter över den omgivande terrängen. Bredden vid basen är 4,9 km.
Terrängen runt Gunung Sigersang är huvudsakligen kuperad, men åt sydväst är den platt.Runt Gunung Sigersang är det ganska tätbefolkat, med 185 invånare per kvadratkilometer. I omgivningarna runt Gunung Sigersang växer i huvudsak städsegrön lövskog.